# Mo'Nique
Mo'Nique (de nom Monique Imes) és una actriu i presentadora de TV estatunidenca nascuda l'11 de desembre de 1967 a Woodlawn (Maryland).
Mo'Nique va néixer a Woodlawn, Maryland. És un dels quatre fills d'Alice Imes i Steven. Mo'Nique Imes Jr. es va graduar de Milford Mill High School al Comtat de Baltimore.
Abans d'obtenir l'èxit en la seva carrera triada, Mo'Nique va treballar com a operadora de sexe telefònic. Va estar a càrrec de supervisar les converses telefòniques de trucades.
Es va iniciar en la comèdia en el centre de Baltimore Comedy Factory Outlet, quan el seu germà Steve la va desafiar a realitzar una nit de micròfon obert.

## Carrera
Mo'Nique es va convertir en actriu quan va aconseguir el paper de Nicole "Nikki" Parker en la comèdia de televisió The Parkers (1999-2004). Durant aquest període, va realitzar nombroses aparicions en programes còmics, com Showtime at the Apollo, Def Comedy Jam i Thank God You're Here, entre d'altres. El març de 2002 va participar en l'obra teatral The Vagina Monologues (Monòlegs de la vagina) amb gran acollida per part del públic i els crítics.

## Filmografia
- 2000: 3 Strikes: Dahlia
- 2001: Baby Boy: Patrice
- 2001: Joc per a dos (Two Can Play That Game): Diedre
- 2003: Les bones relacions (Good Fences): Ruth Crisp
- 2005: Shadowboxer: Precious
- 2005: Domino: Lateesha Rodriguez
- 2006: Irish Jam: Pyscho
- 2006: Phat Girlz: Jazmin Biltmore
- 2006: Beerfest: Cherry
- 2009: Precious: Mary Lee Johnson
- 2009: Steppin: The Movie: Tia Carla

### Televisió
- 2003 – 2005: Nip/Tuck (4x08): Conor McNamara

### Premis
| Any  | Recompensa                           | Treball nominat          | Pel·lícula |
| ---- | ------------------------------------ | ------------------------ | ---------- |
| 2010 | Satellite Awards                     | Millor actriu secundària | Precious   |
| 2010 | Screen Actors Guild Awards           | Millor actriu secundària | Precious   |
| 2010 | Los Angeles Film Critics Association | Millor actriu secundària | Precious   |
| 2010 | BAFTA                                | Millor actriu secundària | Precious   |
| 2010 | Detroit Film Critics                 | Millor actriu secundària | Precious   |
| 2010 | Kansas City Film Critics Circle      | Millor actriu secundària | Precious   |
| 2010 | Spirit Awards                        | Millor actriu secundària | Precious   |
| 2010 | Premis Critics Choice                | Millor actriu secundària | Precious   |
| 2010 | Chicago Film Critics Association     | Millor actriu secundària | Precious   |
| 2010 | Kansas City Film Critics Circle      | Millor actriu secundària | Precious   |
| 2010 | Globus d'Or                          | Millor actriu secundària | Precious   |
| 2010 | Oscar                                | Millor actriu secundària | Precious   |

Ha guanyat no menys de 24 premis pel seu paper a Precious, entre els quals un Oscar.